# وليلي (فلم)
وليلي هو فيلم دراما مغربي من إخراج فوزي بنسعيدي سنة 2017، وبطولة كل من فوزي بنسعيدي، نادية كوندا، محسن مالزي، وغيرهم.

## القصة
«عبد القادر» حارس أمن و«مليكة» خادمة منزلية، تزوجا حديثًا ويهيمان ببعضهما حبًّا. وبرغم الصعوبات المالية التي تواجههما، يحلمان بالانتقال للعيش معًا كي يرويا ظمأ حبهما. وذات يوم، يتعرض عبد القادر لحادث عنيف ومخزٍ سيقلب حياة الزوجين رأسًا على عقب.

## جوائز
- جائزة لجنة التحكيم في ختام مهرجان مالمو السويدي للسينما العربية.[1]

## روابط خارجية
- مقالات تستعمل روابط فنية بلا صلة مع ويكي بيانات
- الفيلم على موقع allocine.fr
- الفيلم على موقع africultures.com